# Bart, el amante
Bart, el amante, llamado Bart the Lover en la versión original, es un capítulo perteneciente a la tercera temporada de la serie animada Los Simpson, emitido originalmente el 13 de febrero de 1992. El episodio fue escrito por Jon Vitti y dirigido por Carlos Baeza.

## Sinopsis
Todo comienza cuando, sintiéndose sola, la maestra de Bart, Edna Krabappel, se anima a colocar un anuncio en el periódico en donde buscaba un novio.
Mientras tanto, un espectáculo ambulante de yo-yos se presenta en la escuela, provocando que todos los niños consigan este juguete. Bart es castigado con un mes en detención por haber roto la pecera del curso con su yo-yo. 
Durante su detención, Bart descubre el anuncio y dándose cuenta de que lo había puesto su maestra, decide jugarle una broma haciéndose pasar por un hombre que estaba interesado en ella. Se hace pasar por un tal Woodrow, cuyo nombre toma de un retrato del expresidente estadounidense Woodrow Wilson, y se empieza a intercambiar cartas con Edna.
Con el tiempo, a Edna le comienza a interesar Woodrow cada vez más. Bart le envía una foto, que en realidad era de un jugador de hockey sobre hielo llamado Gordie Howe. Un día, le propone una cita y ambos acuerdan encontrarse en un restaurante, al que obviamente Woodrow no se presentará. 
Bart, riéndose, ve a Edna sentada sola en el restaurante y luego entra al cine a ver una película; pero cuando sale del cine, ve que Edna sigue en el restaurante llorando, lo que hace que Bart comience a sentirse culpable por su engaño. 
La culpa hace que le cuente a su familia lo que había hecho. Homer le dice a Bart que le diga la verdad, pero Marge propone que lo mejor por hacer es escribirle una carta despidiéndose de ella, pero haciéndola sentir amada; ya que si le decía la verdad, quedaría humillada. Todos se ponen a escribir y cuando Edna la recibe, se siente un poco mejor consigo misma.
Por otra parte, Homer había hecho un trato con Ned Flanders. Homer decía muchas palabrotas e insultos, haciendo que Todd, el hijo menor de Ned, había comenzado a aprenderlas y por ende, a decirlas, lo que lleva a Flanders a pedirle a su vecino que dejase de decirlas. Homer acepta el trato, pero a cambio le pide a Flanders que se quitase el bigote.
Cada vez que dijera una palabrota o un insulto, debía arrojar unas monedas en un bote de monedas.
Al final, Homer logra controlarse un poco, pero no del todo. Cuando en una ocasión debe armar una caseta para Ayudante de Santa, por accidente la hace sin puerta, lo que desencadena una serie de insultos y palabrotas, lo que deja suficiente dinero en el bote de monedas para comprar una nueva caseta.